# Девадасі

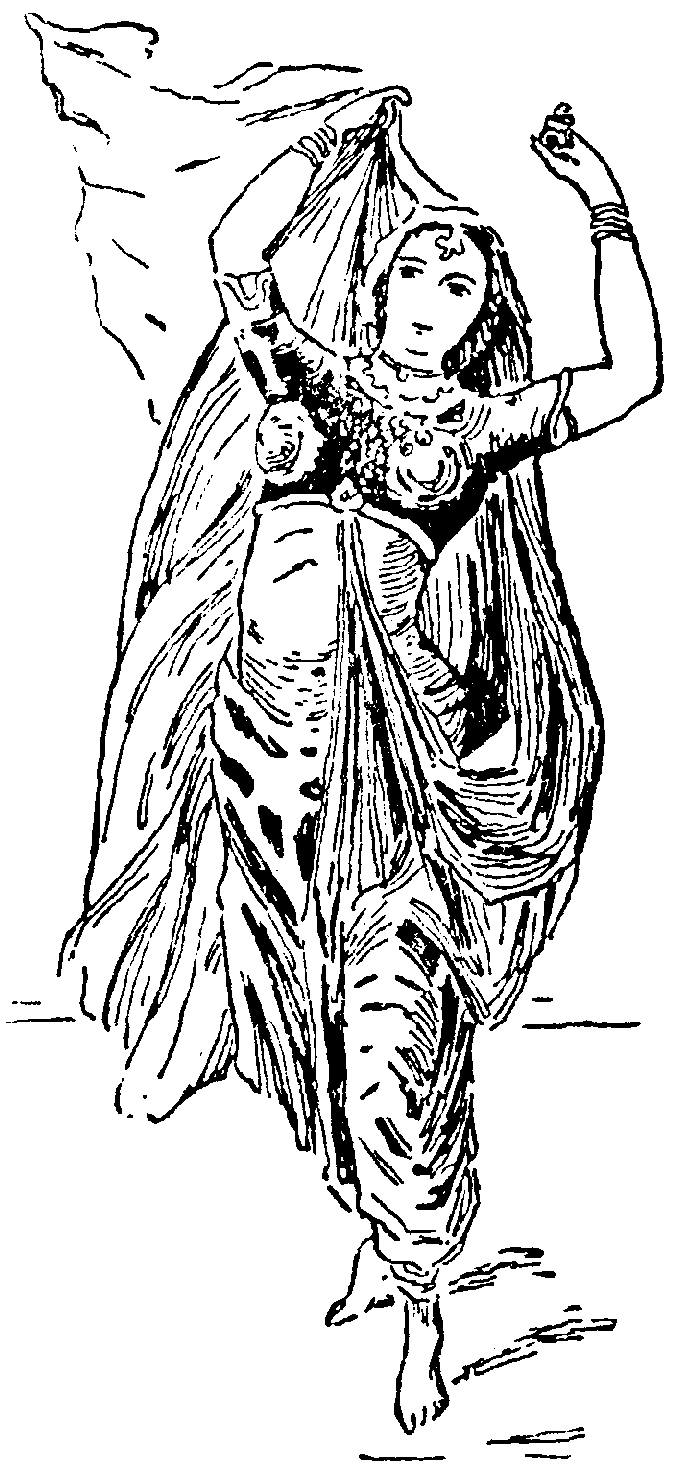
Баядерка

Девадасі (Санскрит: देवदासी, букв. «служниця бога»), євр. баядерка (з фр. bayadère, порт. bailadeira — танцюристка) — професійна прихрамова танцюристка і храмова повія в Індії. Мандрівних танцюристок також називають «накні», «кутана», «сутрадарі». Для храмових повій в Індії користуються терміном «девадасі», що в перекладі з санскриту означає «божі рабині».
Девадасі могла стати дівчина тільки з індуської родини. Батькові, який пожертвував дочку храму, жерці обіцяли прихильність богів. Дівчат нерідко приводили до храму на виконання обітниці. На девадасі також були приречені неодружені дорослі дочки і дівчатка, зачаті при несприятливому розташуванні зірок.
Традиційно жінки, залучені в культову проституцію, поділялися на сім категорій (з яких менше половини добровільні):
- Датта — ті, хто вирішив віддати себе храму,
- Вікріта — ті хто був проданий в храм,
- Бхрітуя — ті, хто присвятив себе храму за обітницею,
- Бхакта — ті, хто танцював із чистої відданості (бгакті) до божества,
- Хріта — ті, хто залишився сиротами і були передані в храм,
- Аланкара — з традиційною індуїстською точкою, отриманою на церемонії в храмі Раджа,
- Гопіка — ті, хто був танцюристками за сімейною традицією.

## Сучасність
Про чисельність девадасі свідчать дані 2008 Департаменту у справах жінок і дітей штату Карнатака, де в одному тільки окрузі Райчур їх було 5051.